# SUPER GT

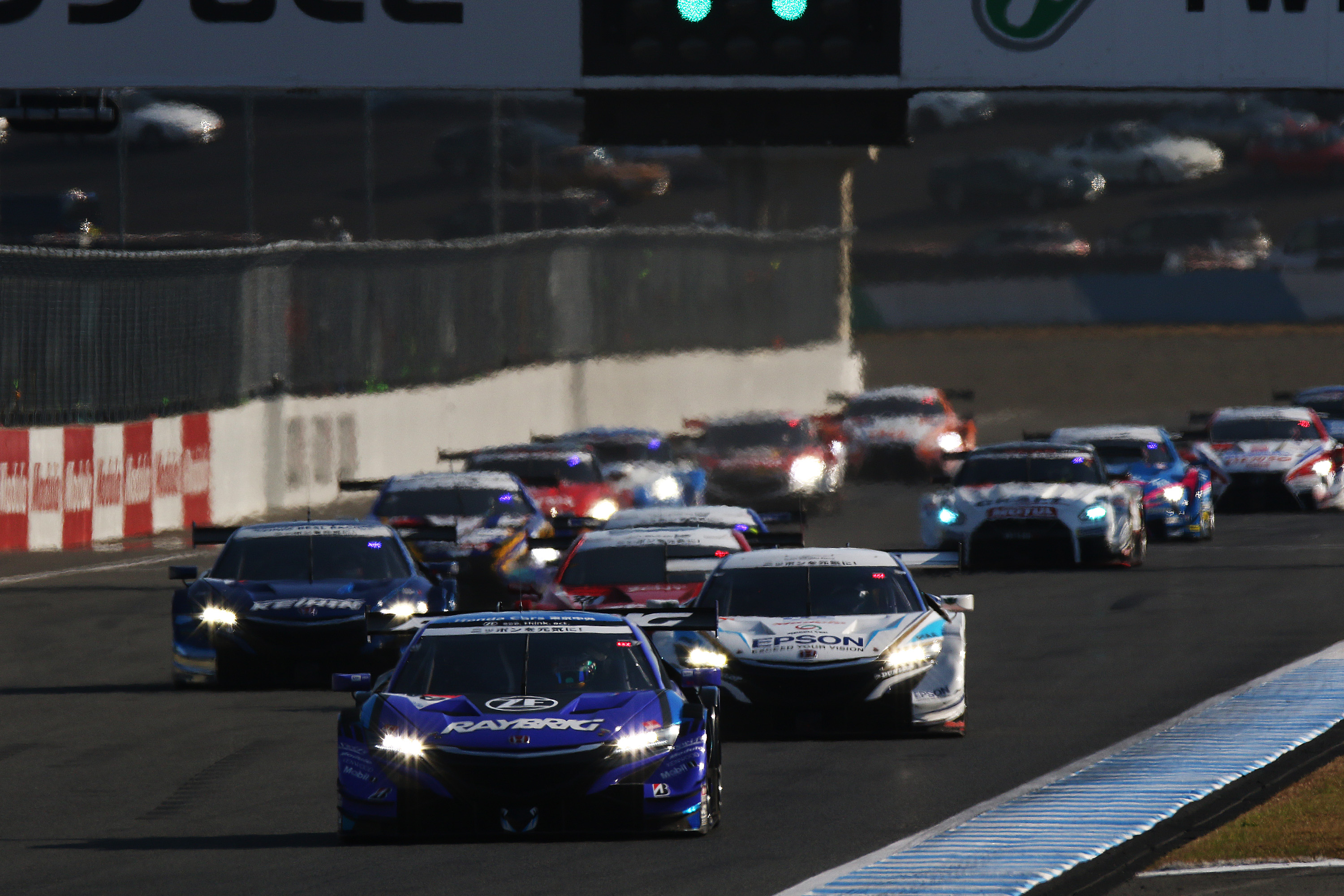

슈퍼 GT(Super GT)는 일본 자동차 연맹(Japan Automobile Federation)에서 주최하는 투어링 자동차 경주 대회이다. 2005년 공식 대회 명칭이 전일본 그랜드 투어링카 챔피언십(All-Japan Grand Touring Car Championship, JGTC)에서 슈퍼 GT로 바뀌었다. 독일 투어링카 마스터즈와 브리티시 투어링카 챔피언십, 그리고 전일본 그랜드 투어링카 챔피언십을 세계 3대 투어링 자동차 경주 대회라 부른다

## 역사
JGTC는 1992년 말 전일본 그룹 C 스포츠 자동차 챔피언십(All-Japan Group C Sports Car Championship) 대회가 사라지면서 이를 대치하기 위해 1994년에 설립되었다. 과거의 스포츠 자동차 경주 대회는 경주팀을 운영하기 위한 비용이 점점 커지면서 특정 경주팀이 우승을 독점하는 폐단이 있었다. 이를 방지해 보고자 JGTC는 엔진 출력을 제한하고 중량에 따른 페널티를 두게 하였다.

2005 시즌에는 해외 경기 계획을 세웠는데, FIA 규칙상 두 나라 이상에서 경주하면 국내 대회 타이틀을 달 수 없었으므로 재출범을 택하였다. 초안은 슈퍼 GT 월드 챌린지였다. 이 이름은 "세계로의 도전"과 "오락으로의 도전"을 내포했다. 하지만 FIA는 세계 선수권 대회와 혼동 될 수 있고, 이미 미국에 스피드 월드 챌린지라는 대회가 있어서 수정을 권고했다. 2004년 12월 10일, JGTC는 슈퍼 GT로 재출범할 것을 발표했다.

## 경주 방식
경주는 트윈 링 모테기(Twin Ring Motegi), 후지 스피드웨이(Fuji Speedway), 스즈카 서킷(Suzuka Circuit) 등 일본에서 잘 알려진 경주장에서 열리는 것이 보통이지만, 최근에는 말레시아, 중국, 미국 등지의 해외에서 개최되기도 한다.
경주는 500킬로미터 또는 그 이상을 달리는 내구 자동차 경주 방식 또는 단거리 경주 방식으로 진행된다.

## 클래스
GT 500과 GT 300으로 나뉜다. GT 500은 독일 투어링카 마스터즈와 규정을 공유하며, 엔진은 2.0 직렬 4기통 터보 엔진을 탑재, 구동방식은 엔진을 앞에두는 후륜구동(FR)과 엔진을 운전석 뒤에 두는 후륜구동(MR) 모두 허용하고 있다.
GT 300은 기본적으로는 FIA-GT3 규정을 바탕으로 한다.